# هيو هاردي
هيو هاردي (بالإنجليزية: Hugh Hardy) هو مهندس معماري أمريكي، ولد في 26 يوليو 1932 في ميورقة في إسبانيا، وتوفي في 17 مارس 2017 بسبب نزف مخي.

## وصلات خارجية
- هيو هاردي على موقع قاعدة بيانات برودواي على الإنترنت (الإنجليزية)